# Culbertson (Montana)
Culbertson – miasto w Stanach Zjednoczonych, w stanie Montana, w hrabstwie Roosevelt.